# ボンダスブリーン氷河

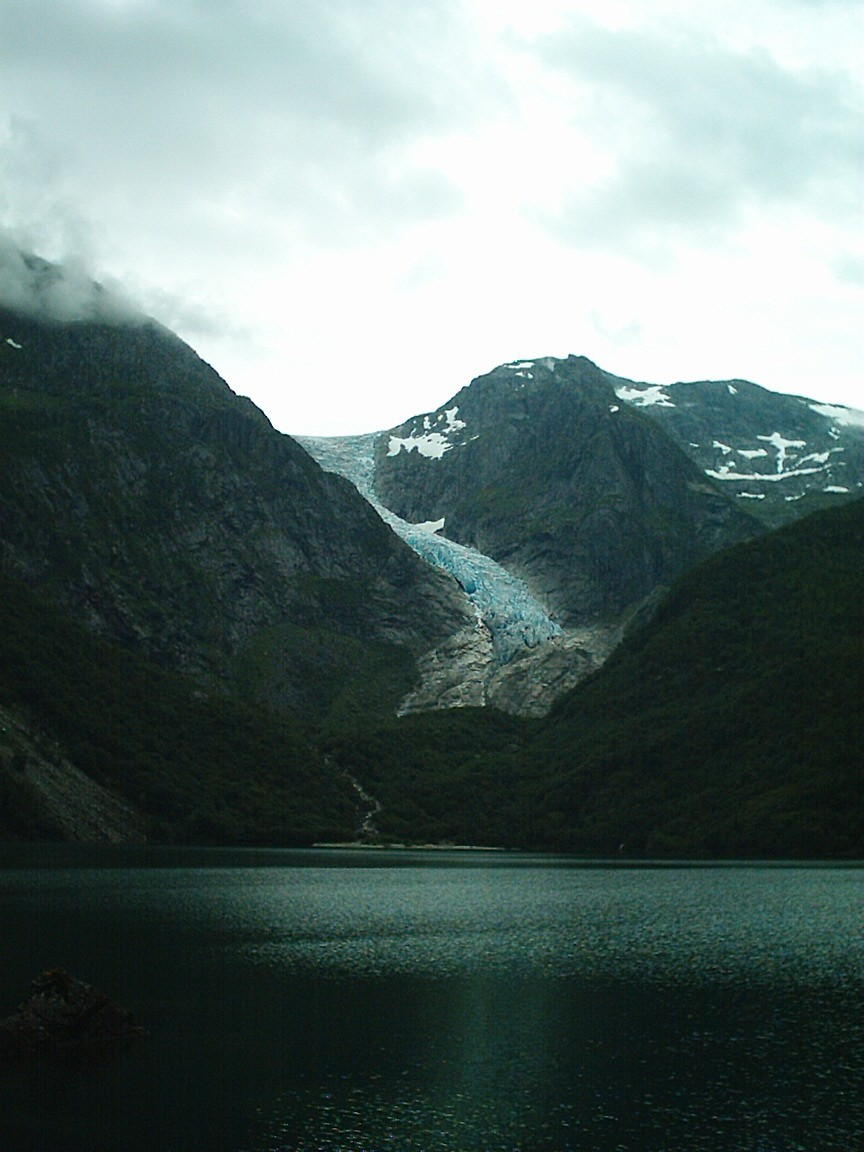
ボンダスブリーン氷河

ボンダスブリーン氷河（ボンダスブリーンひょうが、The glacier Bondhusbreen）は、ノルウェー ヴェストラン県南部クヴィンヘラにある氷河である。フォルゲフォンナ氷河の一角にあたり、およそ4キロメートルの長さと1100メートルの標高差をもつ。氷河の中から流れ出る水は、トンネルを伝い、水力発電所で利用している。

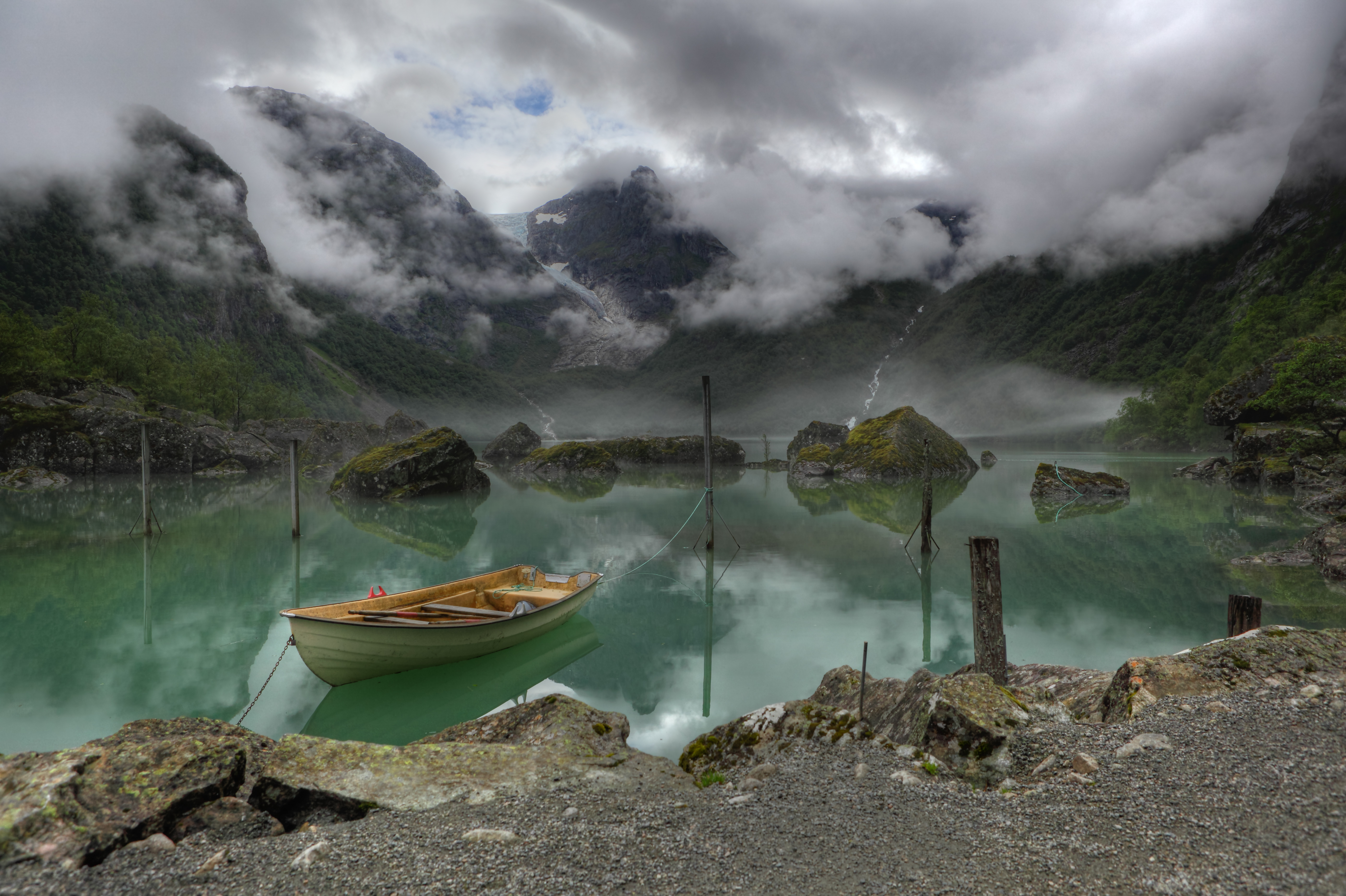
ボンダス湖の眺め